# کلایدر (وبگاه)
کُلایدردات‌کام (انگلیسی: Collider.com) وبسایت فیلمی است که در ژوئیه ۲۰۰۵ توسط استیو واینتراوب تأسیس شد. این وبسایت در سال ۲۰۱۵ توسط کمپانی کامپلکس خریداری شد.